# 八十橋
八十橋（やそばし）は、『播磨国風土記』に記されている天と往来ができたとされる「はし（橋、階、梯）」で、日本百名橋の番外の1つである。

## 概要
『播磨国風土記』に、斗形山（ますがたやま）の近くに八十橋という石橋があり、その橋をつかって八十人衆（やそびともろもろ）が天と行き来していたという記述がある。
その斗形山の比定地は、兵庫県加古川市平荘湖の南側にある「升田山」ではないかとされる。升田山には溶結凝灰岩を御神体（神体山）とする神社がある。